# Casale Litta
Casale Litta là một đô thị ở tỉnh Varese trong vùng Lombardia, có cự ly khoảng 45 km về phía tây bắc của Milan và khoảng 10 km southvề phía tây của Varese. Tại thời điểm ngày 31 tháng 12 năm 2004, đô thị này có dân số 2.455 người và diện tích là 10.7 km².
Đô thị Casale Litta có các frazioni (đơn vị trực thuộc, chủ yếu là các làng) Villadosia, San Pancrazio, Bernate, và Gaggio.
Casale Litta giáp các đô thị: Bodio Lomnago, Crosio della Valle, Daverio, Inarzo, Mornago, Varano Borghi, Vergiate.